# Vicepresident van Turkije
De vicepresident van Turkije is het op een na hoogste publieke functie in Turkije onder de grondwet van Turkije. De president van Turkije kan een of meer vicepresidenten benoemen.
De huidige vicepresident van Turkije is Cevdet Yılmaz.

## Ontstaan
De functie ontstond na een referendum in 2017 waarin Turkije veranderde van een parlementaire republiek naar een presidentiële republiek. De wijziging trad in werking na de presidentsverkiezingen in 2018, toen de nieuwe president aantrad op 9 juli 2018. Fuat Oktay werd door president Recep Tayyip Erdoğan aangesteld als de eerste vicepresident van het land.

## Constitutionele voorwaarden
- De president kan na de verkiezingen een of meer vicepresidenten benoemen.
- Als het presidentiële ambt om welke reden dan ook vacant wordt, vindt de presidentsverkiezingen binnen vijfenveertig dagen plaats. De vicepresident treedt dan op als waarnemend president en beschikt over de bevoegdheden van de president totdat de volgende president wordt gekozen.
- In gevallen waarin de president tijdelijk afwezig is wegens ziekte of buitenlandse reizen, treedt de vicepresident op als president met de bijhorende bevoegdheden.
- De vicepresident van de republiek moet een lid zijn van het parlement of een burger van Turkije die geschikt is als afgevaardigde. Indien de kandidaat een lid is van het parlement, dan vervalt zijn of haar lidmaatschap na de benoeming. De vicepresident legt vervolgens een eed af voor het Turkse parlement.

### Verantwoording en aansprakelijkheid
Volgens de grondwetswijzigingen van 2017, kan het parlement een onderzoek instellen naar de president, de vicepresident en de leden van het kabinet op voorstel van een meerderheid van de parlementariërs. Het onderzoek wordt dan uitgevoerd door een commissie van vijftien leden uit het parlement, elk benoemd door de partijen in verhouding tot hun vertegenwoordiging in het parlement. De commissie moet de resultaten van het onderzoek binnen twee maanden aan de parlementsvoorzitter overhandigen. Als het onderzoek niet binnen deze periode is voltooid, kan de tijd van de commissie nog met een maand worden verlengd. Binnen tien dagen na indiening van het rapport bij de parlementsvoorzitter moet het rapport onder alle leden van het parlement worden verspreid en tien dagen na de verspreiding ervan moet het verslag in het parlement besproken worden. Na een goedkeuring van twee derde van de parlementariërs bij een anonieme stemming, kan de persoon of personen over wie het onderzoek werd uitgevoerd, worden berecht voor het Constitutioneel Hof. De berechting hoort binnen drie maanden afgerond te worden.

## Lijst van vicepresidenten van Turkije
| № | Ambtstermijn               | Vicepresident | Vicepresident        | Partij | Partij | Termijn | President            | Vorige functie                                          |
| - | -------------------------- | ------------- | -------------------- | ------ | ------ | ------- | -------------------- | ------------------------------------------------------- |
| 1 | 10 juli 2018 – 4 juni 2023 | Fuat Oktay    | Fuat Oktay (1964)    |        | AKP    | 1       | Recep Tayyip Erdoğan | Onderstaatssecretaris van de Turkse premier (2016–2018) |
| 2 | sinds 4 juni 2023          | Cevdet Yılmaz | Cevdet Yılmaz (1967) |        | AKP    | 1       | Recep Tayyip Erdoğan | Vicepremier van Turkije (2015)                          |